# آتشفشان پلاتانار
آتشفشان پلاتانار (به لاتین: Platanar Volcano) یک آتشفشان در کاستاریکا است.